# Luperus apicalis
Luperus apicalis es una especie de insecto coleóptero de la familia Chrysomelidae.
Fue descrita científicamente en 1890 por Demais.